# Domingol
Domingol es un programa de televisión argentino emitido los domingos desde las 13:00 hasta las 22:00 por la señal de cable y satélite TyC Sports, con la conducción de Fernando Lavecchia, Cristian Garófalo, Juan Carlos Artelino, Pablo González y José Montesano.

## Historia
Desde 2003, cuando empezó el programa, hasta junio de 2009, cuando los Derechos de TV de la Primera División de Argentina eran propiedad de TSC (Grupo Clarín-Torneos) y los partidos se emitían mediante PPV, este programa ofrecía a quienes no podían pagar el relato de los partidos, pero sin mostrar ningún momento del juego, solo se podían apreciar las tribunas.
En agosto de 2009 cuando se empezó a emitir Fútbol para todos, Domingol tuvo un cambio radical en el estilo de programa. Desde entonces Domingol fue un programa meramente informativo, realizan las previas de cada uno de los partidos a disputarse el día domingo sin ningún tipo de transmisión desde el interior de los estadios, solo contaba con móviles de exteriores.
En agosto de 2017 tras la Alianza Fox-Turner, el programa vuelve a su antiguo formato, ya que Fox Sports Premium y TNT Sports transmiten la Superliga Argentina por modalidad PPV, al relatar el partido se muestran las tribunas (formato de radio en TV). Sin embargo tuvo un radical cambio: no cuenta más con cronistas de campo de juego, a diferencia de la etapa 2003-2009. Sin embargo sí mantiene una modalidad de concurso en el que deberán estar atentos a la aparición de logos o pelotitas de fútbol y acertar el momento del partido en el que aparecen, en el cual pueden ganar diversos premios.

## Equipo periodístico durante la cobertura de los partidos

### Relatos
- Cristian Garófalo (2003-2009, 2017-presente)
- Juan Pablo Marrón (2018-2024)
- Emiliano Lentini (2019-presente)
- Gabriel Pereyra (2019-presente)
- Juan Carlos Artelino (2003-2009)

### Comentarios
- Fernando Lavecchia (2003-2009, 2017-presente)
- Pablo González (2003-2009, 2017-2024)
- Agustín Fantasía (2018)

### Estudios centrales
- Germán Giani (2003-2009)
- José Montesano (2003-2009)
- Emiliano Lentini (2017-presente)

- Datos: Q5651148